# Astronomija u 1577.
◄◄ | ◄ | 1574. | 1575. | 1576. | 1577.  | 1578. | 1579. | 1580. | ► | ►►
Arhitektura • Astronomija • Glazba • Kazalište • Kiparstvo • Knjige • Književnost • Kršćanstvo • Medicina • Politika • Pravo • Promet • Slikarstvo • Znanost
Astronomija u 1577.

## Svijet

### Otkrića
- Astronomi Tycho Brahe i Michael Maestlin pokazali da se kometi nalaze izvan Zemljine atmosfere, mjereći paralaksu Velikog kometa iz 1577. (današnje službene oznake C/1577 V1).[1] Unutar preciznosti mjera, ovo je impliciralo da je komet barem četiri puta dalje nego Zemlja od Mjeseca.[2][3]

## Vanjske poveznice
|  | Zajednički poslužitelj ima još gradiva o temi Astronomija u 1577. |